# A Mí No Me La Hacen
 (octobre 2023).

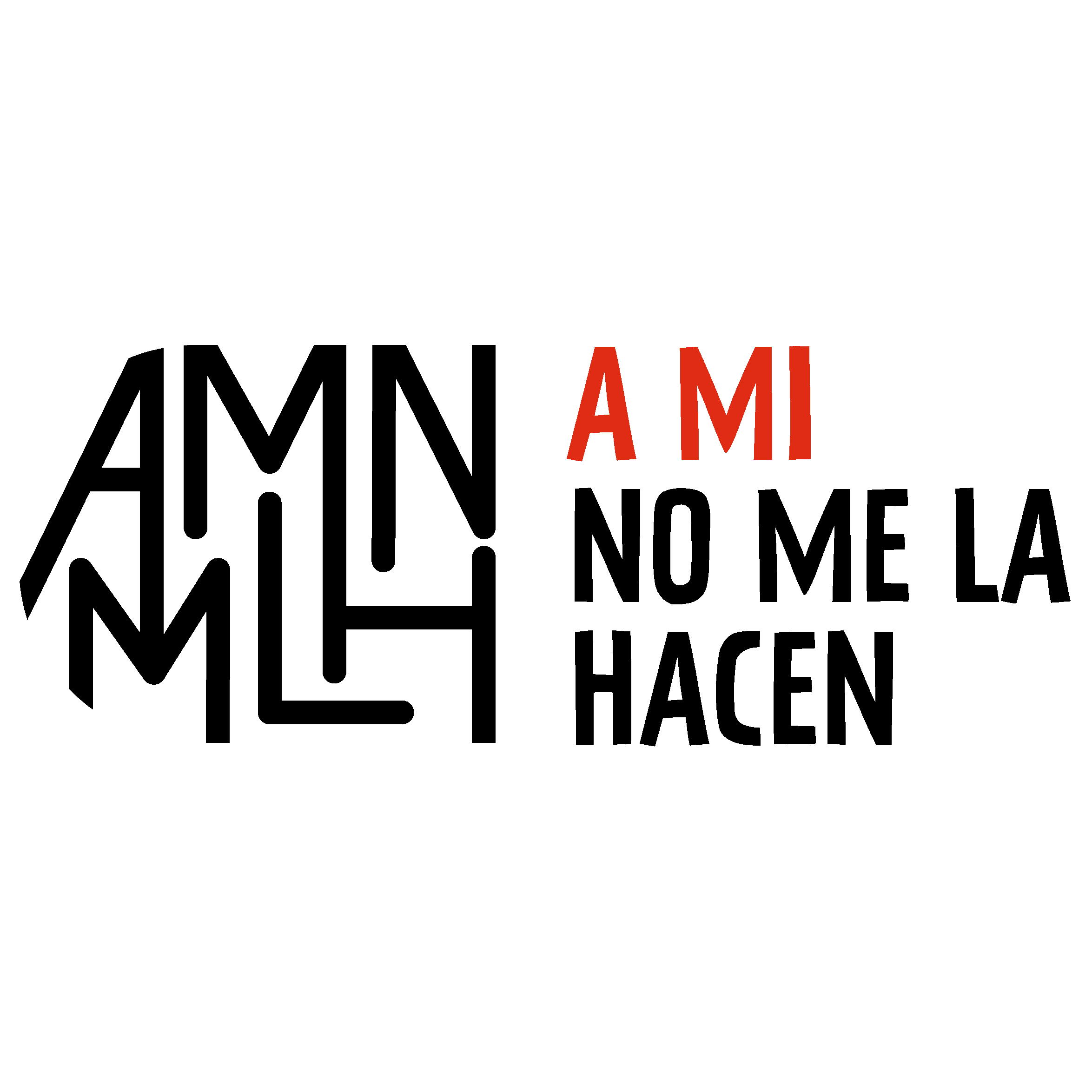

A Mí No Me La Hacen (AMNMLH) (en français : « Moi, on ne me la fait pas ») est une organisation non gouvernementale péruvienne d'éducation aux médias et à l'information.
Créée en 2020, elle promeut l'éducation aux médias et à l'information avec une équipe multidisciplinaire de professionnels,,,. Elle reçoit plusieurs distinctions, dont un prix de l'UNESCO. Elle est reconnue comme la principale organisation péruvienne d'EMI.

## Travail
L'objectif principal de AMNMLH est de lutter contre l'infodémie par le biais de l'éducation aux médias, en formant la citoyenneté à devenir résiliente et critique face aux médias, dans une approche ascendante (bottom-up en anglais). L'association organise des ateliers et crée du contenu éducatif en présentant l'EMI sous diverses perspectives, notamment le journalisme, les sciences naturelles et comportementales.
A Mí No Me La Hacen promeut également l'éducation et la sensibilisation aux médias et à l'information au Pérou en organisant des symposiums annuels ,, pendant la Semaine mondiale EMI de l'UNESCO , et en participant à des séminaires organisés par l'UNESCO et les Ministères de l'Éducation et de la Communication péruviens.

## Reconnaissance
En 2021, A Mí No Me La Hacen reçoit le Prix Mondial d'Éducation aux Médias et à l'Information de l'UNESCO,.
En 2022, A Mí No Me La Hacen participe au VIème Congrès Alfamed à Arequipa, un événement international réunissant des experts en éducation aux médias et à l'information d'Amérique latine et des pays ibériques. La même année, ils reçoivent également une distinction de l'ONG péruvienne « Democracia Digital » pour leur travail en faveur de l'éducation aux médias et à l'information.
En 2023, A Mí No Me La Hacen annonce son jeu vidéo pour PC Infodemic: Journalism in crisis